# مجزر (عمران)
مجزر هي إحدى قرى الجمهورية اليمنية. تتبع جغرافيا لمحافظة عمران وإداريًا لمديرية ذيبين. يبلغ تعداد سكانها 973 نسمة حسب الإحصاء الذي أجري عام 2004.